# Karma Nidup
Karma Nidup là một cầu thủ bóng đá người Bhutan hiện tại thi đấu cho Thimphu City. Anh ra mắt lần đầu cho Đội tuyển bóng đá quốc gia Bhutan năm 2015 tại vòng loại World Cup trước Sri Lanka. Anh cũng thi đấu một số trận tại vòng loại thứ hai và cũng như ở Giải vô địch bóng đá Nam Á 2015.